# 松本志のぶ
松本 志のぶ（まつもと しのぶ、1969年6月29日 - ）は、フリーアナウンサー。元日本テレビアナウンサー。血液型はO型。本名：岩代志のぶ（旧姓：松本）。愛称は「しーちゃん」。ニチエンプロダクション所属。

## 人物・経歴
静岡県浜松市中央区出身。私立浜松海の星高等学校を経て上智大学外国語学部英語学科卒業。
1992年日本テレビ入社。同期アナウンサーは、野口敦史、平川健太郎、大神いずみ。
2001年から2004年まで『24時間テレビ 「愛は地球を救う」』の総合司会。楠田枝里子、永井美奈子、笛吹雅子と3人続いた「女性総合司会は3年で交代」という慣例を破って4年連続で務めた。2005年は『行列のできる法律相談所』の共演者として、丸山和也が走るマラソンの応援に回った。
2002年に、『第23回NNSアナウンス大賞』でテレビ部門大賞を受賞。
2003年、作曲家で音楽プロデューサーの岩代太郎と結婚。その同業で、『できるかな』（NHK）などで作曲を手がけた岩代浩一が義父である。
2009年3月31日付で日本テレビを退社、フリーに転身した。
2011年8月21日に、自身の公式ブログと当日生放送された『行列のできる法律相談所』で、妊娠6カ月であることを公表した。その後、12月26日に長女を出産した。

## エピソード
- 高校2年生の1年間は、イギリスのSt.Bernard's Convent Schoolに留学していた。大学も英語系。そのため英語を得意としていて、英語検定準1級を所持する[6]。
- 大学時代は演劇部に所属。また、フジテレビの西山喜久恵とは大学時代からの友人。
- 1994年のホノルルマラソンに挑戦し、完走した。その模様は『ジパングあさ6』にて生中継されている[7]。
- 『ジパングあさ6』担当時代の1995年に発生したオウム真理教事件では自らの司会担当日に警視庁による強制捜査（1995年3月22日）と教祖（麻原彰晃）逮捕着手（1995年5月17日）という展開に当たったことから、現場からの中継を交え、松本がその模様をスタジオから逐一伝えた。
- 口の中で溶けるラムネが好き[8]。

## 出演

### テレビ番組

#### 日本テレビ時代
レギュラーにて出演した情報番組
| 期間          | 期間           | 番組名              | 役職                 | 担当日     |
| ------------- | -------------- | ------------------- | -------------------- | ---------- |
| 1994年4月3日  | 2000年3月26日  | 独占!!SPORTS情報    | 司会                 | 日曜日     |
| 1994年4月6日  | 1995年9月28日  | ジパングあさ6       | 司会                 | 水・木曜日 |
| 1996年4月4日  | 1996年9月27日  | NNNニュースダッシュ | キャスター           | 木・金曜日 |
| 1996年9月30日 | 2000年3月29日  | NNNニュースダッシュ | キャスター           | 月～水曜日 |
| 1996年10月6日 | 1999年12月26日 | THE・サンデー       | スポーツキャスター   | 日曜日     |
| 1998年9月1日  | 2001年9月28日  | ズームイン!!朝!     | フィールドキャスター | 平日       |
| 1999年10月3日 | 2005年3月27日  | THE・サンデー       | 司会                 | 日曜日     |
| 2005年4月4日  | 2006年3月31日  | ザ!情報ツウ         | 司会                 | 平日       |

バラエティ・特別番組・その他
- 24時間テレビ 「愛は地球を救う」（2001年 - 2004年）
- たのしい園芸
- ズームイン!!SUPER
- ステキにごはん
- ウッチャンナンチャンのウリナリ!!「ウリナリゼミナール」
- GiRLS2
- ゲツヨル!
- 未来創造堂（2008年12月26日）- ラムネへのこだわりを披露
- くちコミ☆ジョニー!（2007年10月1日 - 。山口智充と共に司会を務める）
- 笑点「アナウンサー大喜利」（不定期） - 大杉君枝が妊娠により降板したがその後死去した為、女性チームの代表としてほぼ毎回出演していた。藤井恒久攻撃ネタを必ず披露する。
- オススメッ!（2007年1月 - 2009年3月）
- NNNニュース(不定期出演)
- スーパークイズスペシャル - 同期の大神いずみと共演
- 明日の全国の天気（1992年）

#### フリー転身後
- 行列のできる法律相談所（日本テレビ、2002年4月 - 2011年11月20日）- 同局アナウンサー時代より
- Goroプレゼンツ マイ・フェア・レディ（TBS、2009年4月 - 2010年3月）
- 世界水紀行（BS日テレ、2010年4月 - 2016年3月） - ナレーション。2016年4月から2019年9月まで「世界水紀行セレクション」として放送。
- 嵐にしやがれ（日本テレビ、2010年8月21日）
- 中井正広のブラックバラエティ（日本テレビ、2011年5月ほか） - 中島知子の代役
- 教科書にのせたい!（TBS、2011年4月 - 2012年9月） - 産休中は出水麻衣（TBSアナウンサー）が代役を務めた
- 解決!ナイナイアンサー（日本テレビ、2012年10月23日 - 2017年3月7日） - 進行
- 霞が関からお知らせします（2017年4月2日 - 2018年3月25日、BS日テレ） - MC
- 林先生の初耳学（MBSテレビ、2019年5月13日） - VTRコーナー「絶対キー局!吉川美代子先生の女子アナ学」特別講師

### 映画
- ガメラ3 邪神覚醒（1999年） - ウェザーキャスター役

### テレビアニメ
- ズッコケ三人組 楠屋敷のグルグル様（1995年、レポーター）

### ゲーム
- 行列のできる法律相談所（2010年、バンダイナムコゲームス）

### CM出演
- 日本民間放送連盟「シドニーオリンピックキャンペーン」[9]
- 武田薬品工業「ベンザブロックIP」
- 花王「アタックNEO」プレゼントウィーク・ナビゲーター（2009年8月31日 - 9月5日、日本テレビ系情報番組の中で放送）
- ライオン「バファリンプレミアム」（2020年7月13日 - 7月17日、日本テレビ「ヒルナンデス!」でインフォマーシャルとして放送）

### イベント
- 音楽宅急便「クロネコ ファミリーコンサート」(司会・ナレーション)[10][11]